# A Arte de Morrer Longe
A Arte de Morrer Longe é um filme português de 2020, do género comédia romântica, realizado e escrito por Júlio Alves, com roteiro baseado no romance homônimo de Mário de Carvalho.
Produzido por Pandora da Cunha Telles e Pablo Iraola, pela Ukbar Filmes, é protagonizado por Pedro Lacerda e Ana Moreira que interpretam os papéis de Arnaldo e Bárbara, respectivamente. João Lagarto, Miguel Nunes, Custódia Galego e Luísa Cruz preenchem os restantes papéis principais.
A narrativa conta a história da separação de um casal (Pedro Lacerda e Ana Moreira) e as suas disputas de fim de relação.
Foi produzido em 2019 e tem data de estreia esperada para 2020.

## Elenco
- Pedro Lacerda como Arnaldo
- Ana Moreira como Bárbara
- Custódia Galego como Mãe de Arnaldo
- João Lagarto como Gervásio
- Luísa Cruz como Clarinda
- Miguel Nunes como Coriolano
- Maria d'Aires como Dr.ª Cintia
- Miguel Maia como Sr. Sá